# Flachland-Kaukasus-Linie

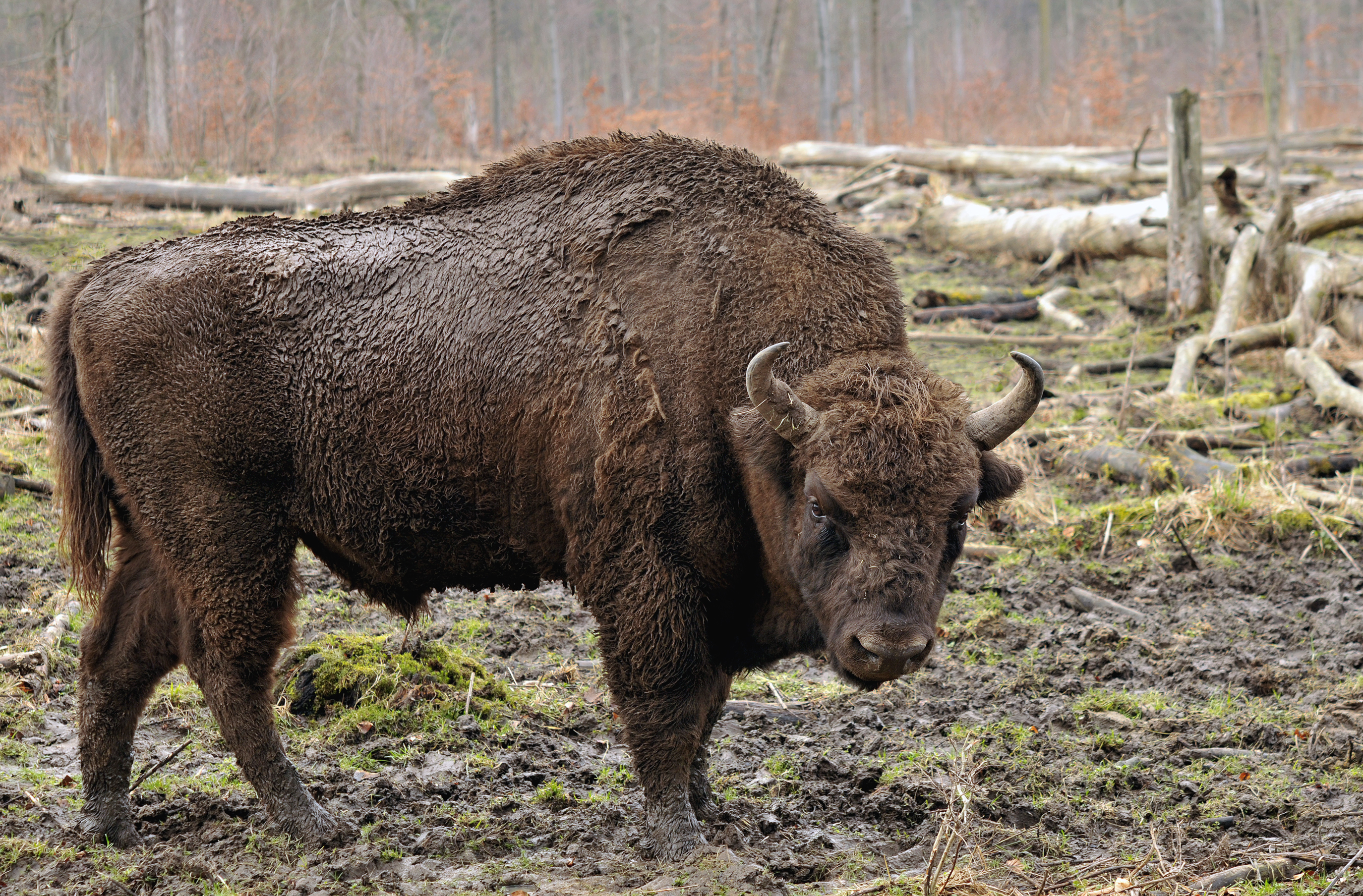
Wisent der Flachland-Kaukasus-Linie im Wisentgehege Springe.

Als Flachland-Kaukasus-Linie bezeichnet man eine Zuchtlinie bei der Erhaltungszucht der vom Aussterben bedrohten Wisente. Alle Tiere dieser Wisent-Linie tragen neben Erbgut von Flachland-Wisenten auch Bergwisent-Erbgut des Bullen Kaukasus mit der Zuchtbuchnummer 100. 
Wisente waren in den Jahren nach dem Ersten Weltkrieg unmittelbar vom Aussterben bedroht. Die im heutigen Nationalpark Białowieża frei lebenden Wisente waren unmittelbar nach dem Ende des Ersten Weltkrieges gewildert worden. Die letzten Tiere des Bergwisents wurden 1927 abgeschossen. Die Bemühungen um den Erhalt der Arten begannen in den 1920er Jahren und waren auf den Erhalt der Wisente generell gerichtet. Dabei bemühte man sich aller Wisente habhaft zu werden, die in Tiergärten und Gehegen lebten. Neben einer Einkreuzung von Bisons wurde auch auf eine Unterscheidung von Bergwisent und Wisent nicht geachtet. Wesentlichen Anteil an der Erhaltungszucht hatte der Bulle Kaukasus, der von kaukasischen, frei lebenden Bergwisenten abstammte und 1908 nach Deutschland gebracht worden war, wo er unter Zuchtbedingungen mit Kühen des Flachlandwisents verpaart wurde. Seit ein hinreichender Bestand an Wisenten nachgezüchtet worden ist, wird auf den Erhalt der reinblütigen Flachlandwisente stärker Wert gelegt. Sie bilden die sogenannte Flachlandlinie und werden nicht mehr mit Tieren der Flachland-Kaukasus-Linie verpaart.
Zu den bekanntesten Vertretern der Flachland-Kaukasus-Linie zählt der Bulle Pulpit, der 1964 und 1965 mehrfach aus seinem Reservat in den Karpaten ab- und Südpolen durchwanderte. Er erregte großes Medieninteresse, weil er sich mitunter in Bauerndörfern und Kleinstädten einfand, wo er sich Gemüse von Marktständen nahm und sich von Schulkindern mit Brot füttern ließ.